# Adrián García Arias
Adrián Israel García Arias (* 6. Dezember 1975 in Mexiko-Stadt) ist ein ehemaliger mexikanischer Fußballspieler auf der Position eines Verteidigers.

## Laufbahn
García begann seine Laufbahn beim Deportivo Toluca FC, für den er zwischen 1995 und 2002 insgesamt 144 Punktspiele (ein Tor) absolvierte. Dreimal gewann er mit den Diablos Rojos die mexikanische Fußballmeisterschaft.
Gegen Ende seiner Tätigkeit in Toluca absolvierte García im Januar 2002 seine beiden einzigen Länderspieleinsätze für die mexikanische Fußballnationalmannschaft.
Die Saison 2002/03 verbrachte er beim Hauptstadtverein Club América (14 Spiele, kein Tor) und die anschließende Apertura 2003 bei Santos Laguna (sieben Spiele, kein Tor).
Die Jahre 2004 und 2005 verbrachte er bei den Jaguares de Chiapas (47 Spiele, ein Tor) und die folgenden vier Jahre beim Club San Luis (76 Spiele, zwei Tore).
Im Bicentenario 2010 war García für die Indios de Ciudad Juárez (zehn Spiele, kein Tor) und die folgende Saison 2010/11 für Monarcas Morelia (21 Spiele, kein Tor) im Einsatz.
Die folgenden zwei Spielzeiten stand er beim Querétaro Fútbol Club (36 Spiele, kein Tor) unter Vertrag, bevor er seine aktive Laufbahn in der Zweitliga-Saison 2013/14 beim Celaya Fútbol Club (vier Einsätze, kein Tor) ausklingen ließ.

## Erfolge
- Mexikanischer Meister: Verano 1998, Verano 1999, Verano 2000